# داوود سرمد
داوود سرمد شاعر و نویسنده اهل افغانستان بود.

## زندگی‌نامه
داوود سرمد در سال ۱۳۲۹ خورشیدی در قریه کاریز ولسوالی قره باغ ولایت کابل در یک خانواده روشنفکر روستایی دیده به گیتی گشود. دوره جوانی سرمد مصادف بود با خیزش‌های توده‌ای در جهان، دهه دموکراسی نیم‌بند ظاهرشاهی و شکل‌گیری جریان‌های روشنفکری افغانستان.
سرمد که شرایط فقر و تنگ‌دستی را هم در زندگی خانوادگی خویش و هم در پیرامونش به خوبی حس کرده بود نمی‌توانست بی‌تفاوت بماند بنا درک عمیق اوضاع و شور و شوق رزمندگی علیه استبداد حاکمه در نخستین روزهای محصلی، وی را با جنبش دموکراتیک نوین پیوند ناگسستنی داد. از همان آوان جوانی ذکاوت و رک بودنش سبب خشم سردمداران حاکم و جلب توجه یاران و اطرافیان گردید.
در سال ۱۳۳۶ شامل مکتب شد و آموزش‌های ابتدایی خویش را در زادگاهش به پایان برد، در سال ۱۳۴۸ از لیسه عالی نادریه فارغ و سپس وارد پوهنتون کابل گردید. سرمد در سال ۱۳۵۳ خورشیدی از رشته ریاضیات و فزیک فاکولته فارغ و به صفت استاد در لیسه عالی قلعه مراد بیگ مقرر گردید. او که به رسالت خود در قبال اجتماع سخت واقف بود تنها به درس صنفی اکتفا نمی‌کرد و به آگاهی‌دهی و بسیج مردم علیه استبداد می‌پرداخت. به چند و چون مشکلات مردم و محیط آشنا بود، تا حد توان مستمندان را یاری رسانیده و اندوخته‌های علمی‌اش را از شاگردانش دریغ نمی‌کرد. چنانچه در دوران زمامداری داوود خان او را به جرم فعالیت‌های سیاسی در بین قشر روشنفکر و سایر محرومان، از مکتب اخراج کرده خانه‌نشین نمودند. اما سرمد که آگاهی‌دهی و افشاگری خیانت‌های حکام فاسد را جزئی از وظایف خویش در قبال خلق می‌دانست، مایوس نشده و اخراجش را از سوی دولت مخوف نتیجه مبارزه سازش‌ناپذیر و ذلت استبدادگران در برابر افکارش شمرد. بعد از اخراج از وظیفه، سرمد قلم و قدم خود را وقف کار حرفوی و سازماندهی توده‌های فقیر در روستاها کرد، مبارزه‌اش را شدت بخشید و به ارتقای آگاهی سیاسی یارانش شتافت.
داوود سرمد از اولین شاعران نوپرداز و معاصر شعر مقاومت افغانستان محسوب می‌شود که در کنار حیدر لهیب، عبدالاله رستاخیز، سیدال سخندان، احمد دهزاد، انیس آزاد و سایر جانباختگان پرآوازه به مشعلداران هنر وادبیات جنبش دموکراتیک نوین معروف‌اند. بعد از آنکه جنبش دموکراتیک نوین سخت ضربه دید و دچار پراکندگی تشکیلاتی شد، سرمد نیز فعالیت‌هایش را در چوکات «محفل شمالی» تنظیم نمود که بالاخره این محفل در سال ۱۳۵۷ سازمان آزادیبخش مردم افغانستان (ساما) را تهداب‌گذاری کرد و وی نیر در کنار بنیان‌گذار آن مجید کلکانی و سایر رهبران نقش کلیدی در تشکیل این سازمان ایفا نمود.
در سال ۱۳۵۷هنگامی خلق و پرچم بر اریکه قدرت تکیه زدند، سرمد برای مدتی محدود در لیسه عالی قره باغ معلم مقرر شد اما از آنجایی که دشمن در صدد سربه نیست کردنش برآمده بود ترک وظیفه کرده زندگی مخفی اختیار نمود و از این طریق به سازماندهی و ترویج اندیشه‌هایش پرداخت. داوود سرمد، سرانجام در ماه سرطان ۱۳۵۸به دام خادیست‌ها افتاد و دراولین فرصت همان سال به عمر ۲۹ سالگی بدون هیچ محاکمه‌ای در گور نامعلومی مدفون گردید.

## آثار
«آرزوها» قطعه شعریست که در فرم ساده و در محتوای پرمایه در برابر چشم آدمی ظاهر می‌گردد. این قطعه نمایانگر امیدها و آرزوهای شاعریست که هدفی جز خدمت به مردم ندارد و در زمان اقتدار داوود خان سروده شد و در مجله «عرفان» آنزمان به چاپ رسید. بعدها (۱۳۵۶) این شعر به نشرات ایرانی نیز راه یافته‌است.

آرزوها
دلم خواهد که مانند عقابی
زنم پر برفراز آسمانها
بخوانم با صدای آتشینم
سرود فتح اوج کهکشانها
دلم خواهد که همچون خنده رعد
بلرزانم جهان را از نهیبم
بسوزم خار زار دشت شب را
زبرقی خانمان‌سوز لهیبم
دلم خواهد که چون خورشید مغرور
نمایم پاره‌پاره کام شب را
زموج گرم نور از لوح تاریخ
بشویم جاودانه نام شب را
دلم خواهد که همچون اختر صبح
شوم چشم ِ چراغ ِ جستجوها
دلم خواهد که همچون بذر امید
برویم در زمین آرزوها
دلم خواهد که چون آهوی وحشی
بیابان دربیابان درنوردم
چنان تند و سبک خیزانه و مست
که نتواند رسد توفان به گردم
دلم خواهد که همچو موج سرکش
بغلتم مست درآغوش دریا
پیام لاله‌ها تشنه لب را
بگویم هر نفس در گوش دریا
دلم خواهد که همچون دود مجمر
بدورشعله سرکش برقصم
دلم خواهد که مانند سمندر
به بزم خلوت آتش برقصم
دلم خواهد که مانند پرستو
شوم پیک بهار جنبش آیین
زساز مژده بخش چهچهٔ من
به رقص آید همه گل‌های رنگین
دلم خواهد که همچون لاله سرخ
چراغی دردل صحرا فروزم
زبرق داغ آتش خیز قلبم
خس وخار بیابان را بسوزم
دلم خواهد که همچون باده عشق
به جوش آرم نفس افسرده گان را
شوم جاری به رگ‌های تن شان
دهم جان دگر دل مردگان را
دلم خواهد زساز تار احساس
به ساز آرم نوای تازه‌ای را
به بازار دیار ناشناسی
کنم یکدم بلندآوازه‌ای را